# Janvier 1913

## Événements
- Janvier - février : élections à la chambre des représentants en Chine. Les candidats présidentiels l’emportent dans le Nord, ceux du Guomindang dans le sud.

- 8 janvier et 14 février : 13e Dalaï Lama réalise une déclaration publique puis un édit proclamant l'indépendance du Tibet vis-à-vis de la Chine qu'il avait déclaré en 1912 par une lettre à Yuan Shikai.

- 14 janvier : premier survol réel des Pyrénées. C'est le pilote suisse Oskar Bider qui signe cette première en reliant Pau et Madrid. Le 28 septembre 1910, Tabuteau avait déjà franchit les Pyrénées en reliant Biarritz et San Sebastian, mais il s'était alors contenté de longer la côte. Bider réalise au contraire un vol en altitude, franchissant des reliefs d'environ 1 500 mètres d'altitude.

- 17 janvier, France : Raymond Poincaré élu président de la République, succède à Armand Fallières.

- 18 janvier : victoire navale grecque sur la Turquie à la bataille de Lemnos.

- 21 janvier, France : Aristide Briand nouveau président du Conseil (3).

- 23 janvier : les Jeunes-Turcs prennent le pouvoir par un coup d’État mené par le triumvirat formé par Enver Pacha, Talaat Pacha et Djemal Pacha.

- 25 janvier :
  - création du Conseil Supérieur de l’Enseignement primaire en AOF[1].
  - Jean Bielovucic réalise la traversée des Alpes avec succès (Brigue, Suisse - Domodossola, Italie), avec un monoplan Hanriot à moteur Gnome de 80 chevaux[2].

- 31 janvier :
  - Décret de création de la Faculté de Médecine et de Chirurgie de São Paulo[3].
  - Royaume-Uni : la Chambre des lords repousse le projet de Home Rule pour l’Irlande voté par les Communes en novembre 1912.

## Naissances
- 5 janvier : Pierre Veuillot, cardinal français, archevêque de Paris († 14 février 1968).
- 6 janvier : Edward Gierek, homme politique polonais († 29 juillet 2001).
- 9 janvier : Richard Nixon, président des États-Unis († 22 avril 1994).
- 10 janvier : 
  - Gustáv Husák, homme politique tchécoslovaque († 18 novembre 1991).
  - Bahi Ladgham, homme politique tunisien. Premier ministre († 13 avril 1998).
- 22 janvier : Henry Bauchau, écrivain belge († 21 septembre 2012).
- 23 janvier : Jean-Michel Atlan, peintre français († 12 février 1960).
- 25 janvier : Witold Lutosławski, compositeur et chef d'orchestre polonais († 7 février 1994).
- 27 janvier : Jacques Mancier, comédien et présentateur de télévision français († 29 avril 2001).

## Décès
- 9 janvier : Hjalmar Johansen, explorateur polaire norvégien (° 1867).
- 20 janvier : José Guadalupe Posada, dessinateur mexicain.